# Danielle Jaeggi
Pour les articles homonymes, voir Jaeggi.
Danielle Jaeggi est une réalisatrice suisse née le 24 février 1945 à Lausanne.

## Biographie
Danielle Jaeggi a suivi des études musicales à Genève avant d'intégrer l'IDHEC. Elle a réalisé plusieurs documentaires et un long métrage de fiction, La Fille de Prague avec un sac très lourd (1979).
Elle est membre du Collectif 50/50 qui a pour but de promouvoir l’égalité des femmes et des hommes et la diversité sexuelle et de genre dans le cinéma et l’audiovisuel,.

## Filmographie

### Longs métrages
- 1969 : Pano ne passera pas
- 1979 : La Fille de Prague avec un sac très lourd
- 1980 : Sollers et Guégan ont deux mots à se dire
- 2018 : Thiel le Rouge, un agent si discret film-documentaire.fr

### Courts métrages
- 1971 : Sorcières-Camarades
- 1972 : Un geste en moi
- 1973 : Cerisay elles ont osé (coréalisateur : Jean-Paul Fargier)
- 1982 : Tout près de la frontière
- 1995 : À la recherche de Vera Bardos
- 1998 : Manet, Monet, la gare Saint-Lazare
- 1999 : Animus
- 2000 : Dans le champ des étoiles

### Télévision
- 2008 : À l'ombre de la montagne
- 2009 : Jean-Claude Carrière, l'enchanteur